# Bernd Wiesemann

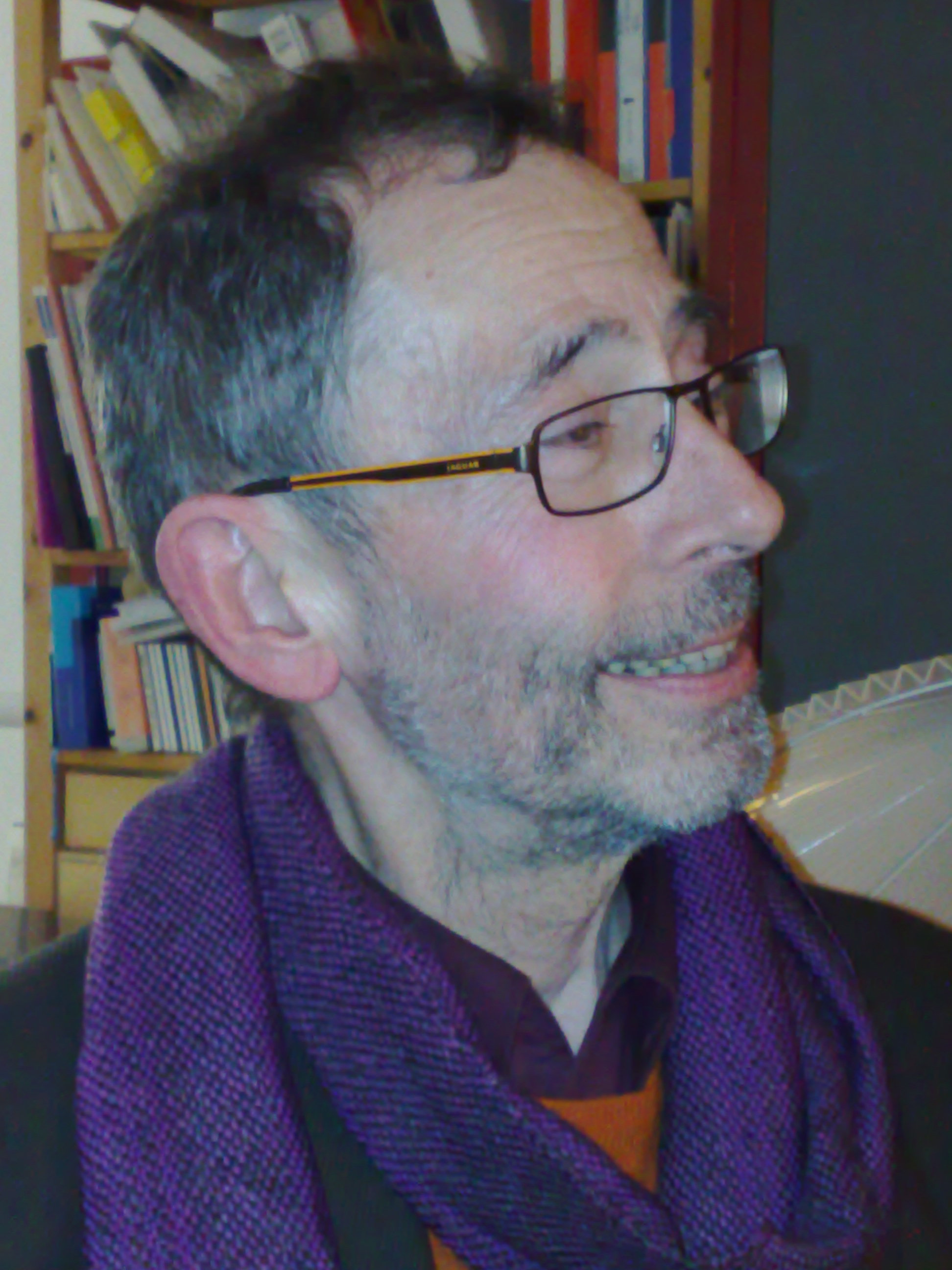
Bernd Wiesemann (2008)

Bernd Wiesemann (* 4. August 1938 in Düsseldorf; † 10. August 2015 ebenda) war ein deutscher Komponist, Pianist, Musikpädagoge und Konzeptkünstler.

## Leben
Bernd Wiesemann studierte Klavier bei Alexander Kaul am Düsseldorfer Robert Schumann-Institut.
Er setzte sich als erster seit Mitte der 1970er Jahre für das Kinderklavier (auch Toy piano genannt) als Konzertinstrument ein, für das er auch komponierte, zum Beispiel „Sieben Miniaturen“ (1980), „Petite Suite“ (1987) und „Bauhaus-Suite“ (1994).
Zahlreiche Konzerte, häufig auch in Kneipen, Bahnhöfen oder auf der Straße folgten, 1994 eine CD „Neue Musik für Kinderklavier“ und 2003 eine SACD „Das untemperierte Klavier“.
Für Bernd Wiesemann und seine Kinderklaviere komponierten unter anderem Christian Banasik, Oskar Gottlieb Blarr, Carlos Cruz de Castro, Ratko Delorko, Michael Denhoff, Oscar van Dillen, Karl-Heinz Zarius und Andreas Kunstein.
Wiesemanns Kompositionen für Kinderklavier erschienen im Verlag Dohr Köln.
Bernd Wiesemann starb am 10. August 2015 im Alter von 77 Jahren in seiner Heimatstadt Düsseldorf an einer schweren Krankheit. Seine Kinderklavier-Sammlung vererbte er an das Pianomuseum Haus Eller in Bergheim.
Seine Tochter Mirjam Wiesemann ist als Schauspielerin und Autorin tätig.

## Kompositionen (Auswahl)
- Sieben Miniaturen (1980) für ToyPiano (Kinderklavier) oder anderes Tasteninstrument. Verlag Dohr, ISMN M-2020-0543-9.
- Petite Suite (1987) für ToyPiano (Kinderklavier) oder anderes Tasteninstrument. Verlag Dohr, ISMN M-2020-0542-9.
- Bauhaus-Suite (1994) für ToyPiano (Kinderklavier) oder anderes Tasteninstrument. Verlag Dohr, ISMN M-2020-0541-5.
- Choreographie der Klänge. Musik für Klavier, Posaune, Bariton-Saxophon und experimentelle Klänge.

## Diskografie
- Neue Musik für Kinderklavier. CD. Sound-Star-Ton Records 1994.
- Choreographie der Klänge. Paul Hubweber, Posaune, Johannes Leis, Bariton-Saxophon, Bernd Wiesemann, Klavier (Live-Mitschnitt vom 27. November 2001, Tonhalle Düsseldorf), Verlag Dohr DCD012, 2002.
- Das untemperierte Klavier: neue Kompositionen für Kinderklavier. SACD. Cybele, Düsseldorf 2003.